# يحيص (أرحب)

تعديل مصدري - تعديل

يحيص هي إحدى قرى عزلة هزم بمديرية أرحب التابعة لمحافظة صنعاء، بلغ تعداد سكانها 2911 نسمة حسب تعداد اليمن لعام 2004.